# Komensaurus
Komensaurus is een geslacht van uitgestorven basale aigialosauride mosasauroïden uit het Laat-Krijt. Het werd gevonden in Komen in Slovenië in kalksteen, daterend uit het Cenomanien.

## Naamgeving
Het dier werd eerder informeel de 'Triëst- aigialosauriër' genoemd. In 2007 werd de typesoort Komensaurus carrolli benoemd en beschreven door Caldwell en Palci. De geslachtsnaam verwijst naar het dorp Komen. De soortaanduiding eert Robert L. Carroll.
Het holotype-exemplaar MCSNT 11430/11431/11432 (eerder MCSNT 9961) werd ontdekt in Slovenië en leefde naast de verwante Carsosaurus. Het bestaat uit een skelet op drie platen.

## Beschrijving
Komensaurus  was een relatief klein reptiel, tot een meter lang en met twee kilogram lichaamsgewicht.
Dit dier staat bekend om een enkel goed bewaard gebleven exemplaar, dat delen van de schedel en een groot deel van het postcraniale skelet omvat. Het uiterlijk moet vergelijkbaar zijn geweest met dat van een hagedis van meer dan een meter lang, met een langwerpig lichaam en korte poten. Dit dier was waarschijnlijk een actief roofdier met semi-aquatische gewoonten, maar de morfologie van het skelet geeft aan hoe aanpassingen aan het aquatische leven nog onderontwikkeld waren.

## Fylogenie
Dit dier is beschreven als een basale mosasauroïde. Mosasauroïden waren op hagedissen lijkende reptielen die geleidelijk sterke aanpassingen aan het aquatische leven ontwikkelden terwijl ze in omvang toenamen. De vroegst bekende vormen als Aigialosaurus, waren echter klein en basaal. Komensaurus staat net boven deze graad van evolutie, samen met de zeer vergelijkbare Carsosaurus. Deze twee reptielen worden beschouwd als de zustergroep van sommige mosasauroïden (waaronder Tethysaurus, Haasiasaurus en Russellosaurus) die de voorlopers zijn van soorten die meer geschikt zijn voor het leven in zee (Tylosaurinae en Plioplatecarpinae).